# Guillem August Tell i Lafont

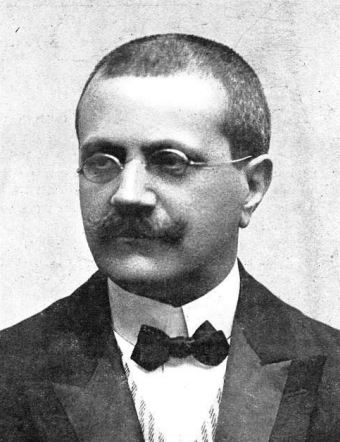
Guillem August Tell i Lafont (1908)

Guillem August Tell i Lafont (* 16. Dezember 1861 in Barcelona; † 6. August 1929 ebenda) war ein katalanischer Rechtsanwalt, Notar und Schriftsteller.

## Leben und Werk
Guillem August Tell i Lafont promovierte 1881 in Barcelona im Fachbereich Jura. 1890 legte er die Notarprüfungen in der Stadt Gràcia (heute zu Barcelona) und 1895 die in Barcelona ab. 
Guillem August Tell hatte eine Notarpraxis mit Niederlassungen in Gràcia und in Barcelona. Er war von 1912 bis 1914 Vorsitzender der Acadèmia de Jurisprudència i Legislació („Akademie für Jurisprudenz und Gesetzgebung“) und von 1917 bis 1919 „Dekan des Notarkollegiums“ von Barcelona. Er veröffentlichte zahlreiche juristische Werke, darunter Notas sobre la teoría de los estatutos en la antigua jurisprudencia catalana (1887), Un siglo de escuela histórica (1914) und Comentarios al movimiento feminista (1915).
Er wirkte in folgenden Kulturvereinen, -gremien und -zeitschriften mit: La Campana de Gràcia (1875), Quatre Gats, Semanario de Mataró (1883) und Catalunya (1903). Als Dichter pflegte er eine intime Poesie, insbesondere Sonette, Madrigale und Oden. Er wurde bei mehreren Jocs Florals ausgezeichnet. 1900 wurde er zum Meister der Troubadour-Dichtkunst ernannt. Zahlreiche seiner Gedichte wurden 1971 postum veröffentlicht.